# Тітон (гірський хребет)
Тітон (англ. Teton Range) — гірський хребет у Вайомінгу, частина системи Скелястих гір.
Найвища точка — гора Гранд-Тітон (4197 м). Інші вершини — Маунт-Овен (3940 м) і Маунт-Моран (3842 м). Геологічно хребет складений гранітом і гнейсами. Сформувалися гори 6-9 млн років тому.
На захід, на кордоні з Айдахо, розташована долина Джексон-Гоул. Північніше розташований Єллоустонський Національний парк, об'єкт Світової спадщини ЮНЕСКО. Значну частину хребта займає Національний парк Гранд-Тітон.